# Castello di Monreale (San Michele all'Adige)
Il castello di Monreale, detto anche di Königsberg in tedesco, si trova a Faedo (San Michele all'Adige) in Trentino. Menzionato la prima volta nel 1238 come Castrum regalis e poi come Castrum Cunispergi è anche rappresentato su un affresco medievale presente nella chiesa di Sant'Agata a Faedo.
Il suo nome è citato anche nel titolo della Comunità di Valle Rotaliana-Königsberg, come pure nella ragione sociale di alcune realtà commerciali della Piana Rotaliana.

## Storia

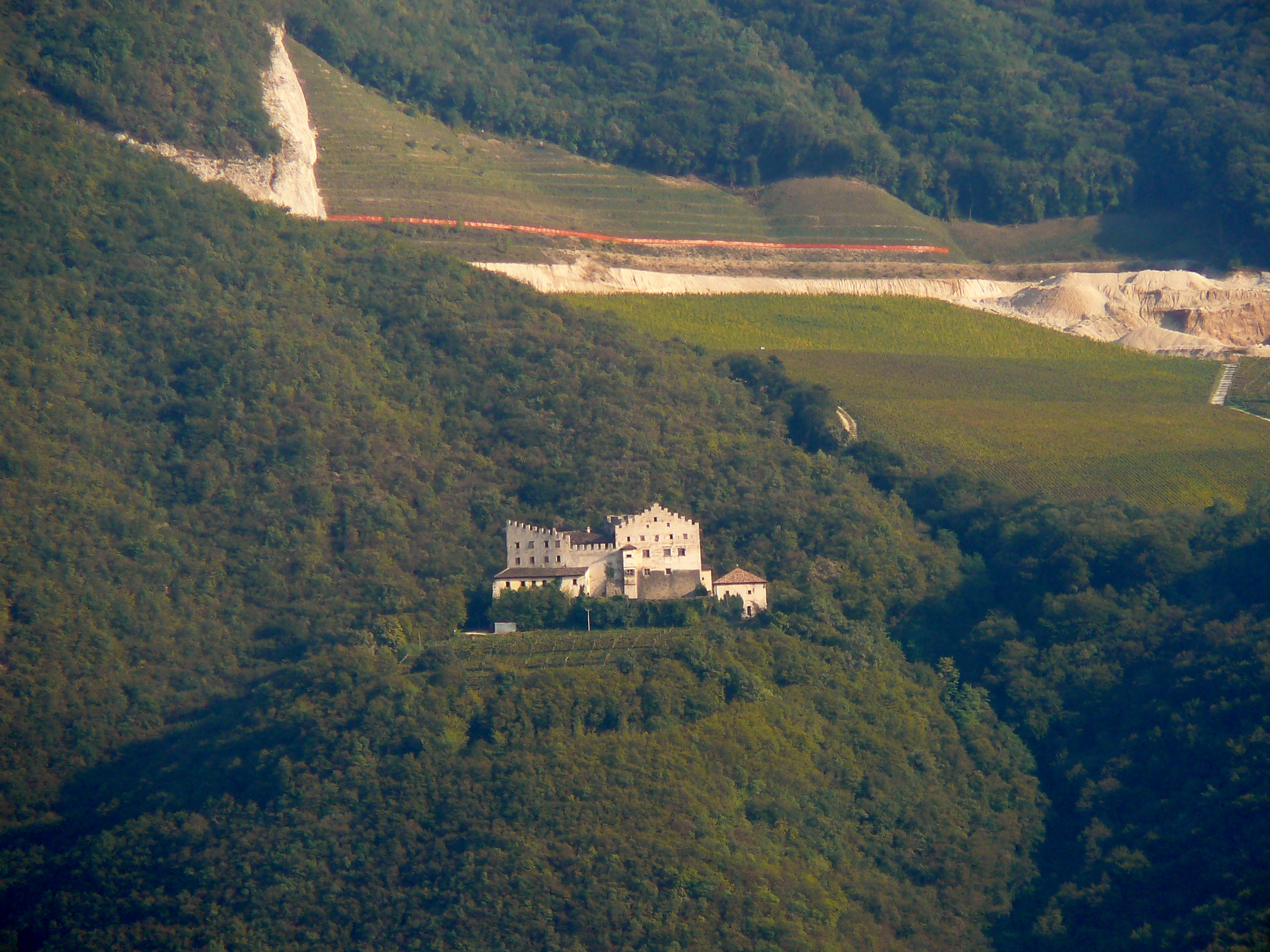
Altra vista del castello

Fu roccaforte dei conti di Appiano nel primo Trecento, quando il loro dominio si estendeva fino alla Val di Cembra. Passando i secoli, il castello fu acquisito dai Conti di Tirolo, quindi dal Principato vescovile di Trento, dagli Asburgo, nel XVII secolo dai Rubin de Cervin Albrizzi di Venezia e nel XX secolo dall'imprenditore Karl Schmid di Merano, tuttora proprietario.
Difficile capire la struttura originaria del castello, dato che nel corso della sua storia, esso è stato più volte profondamente restaurato. Questa sorta di iter architettonico ha portato al castello una grossa torre con pianta esagonale ed una cinta merlata. Al suo interno l'edificio custodisce anche una cappella privata.
Il castello al giorno d'oggi è di proprietà privata, ospitando tra l'altro una grande azienda vinicola, ma è possibile comunque visitarlo prendendo accordi con i proprietari della struttura.